# スティーヴ・フィナン
スティーヴン・ジョン "スティーヴ"・フィナン (Stephen John "Steve" Finnan, 1976年4月24日 - ) は、アイルランド共和国リムリック出身の元サッカー選手、元アイルランド代表。現役時代のポジションは右サイドバック。攻撃的な役割と正確なクロスで知られていた。
フィナンは、FIFAワールドカップ、UEFAチャンピオンズリーグ、UEFAカップ、UEFAインタートトカップに加え、イングランドサッカーリーグの上位4カテゴリーとフットボールカンファレンスでプレーした最初の選手であり、UEFAチャンピオンズリーグ 2004-05のタイトルを獲得している。
アイルランド代表としては、2000年の初出場から52試合に出場し、2002 FIFAワールドカップの出場メンバーだった。

## 来歴

### クラブ

#### 初期
リムリックのジョーンズボロ（Janesboro）地区に生まれ、幼少期に家族と共にイングランドのチェルムスフォードに移住する。その後、ウィンブルドンFCの下部組織で育成されていたが、16歳の時に放出され、1993年にノン・リーグのウェリング・ユナイテッドFCと契約し、1995年に移籍金10万ポンドでバーミンガム・シティと合意したことで待望のプロ初契約を締結した。ワトフォードFC戦において、リーグ初出場及びプロ初得点を記録する。

#### ノッツ・カウンティ
1996年3月に期限付き移籍で3部のノッツ・カウンティFCと合意し、ウォルソールFC（2-1）戦で初出場、同月のブリストル・ローヴァーズFC戦（4-2）において初得点を挙げる。ノッツ・カウンティでは、加入から最終節までの全試合に出場してチームの4位での昇格プレーオフ進出に貢献しており、準決勝第1戦のアレクサンドラ・スタジアムでのクルー・アレクサンドラFC戦（2-2）において得点を挙げると、続く本拠地での2戦目で1-0の勝利を収めたことにより、2試合合計3-2で決勝に進出した。しかし、ウェンブリー・スタジアムでの決勝ブラッドフォード・シティAFC戦に0-2で敗北した。
期限付き移籍満了に伴うバーミンガム・シティへの復帰を経て、1996年10月30日に移籍金30万ポンドでノッツ・カウンティに完全移籍を果たし、シュルーズベリー・タウンFC戦において交代で後半から初出場を飾った。シーズン終了後に24位で4部に降格したように低迷するチームを救うことが出来なかったが、翌1997-98シーズンは地位を確立して公式戦51試合に出場し、クラブ史上最多勝ち点と最速でのリーグ優勝及び昇格へ貢献した。また、同シーズンはクラブ最多となる10連勝の記録作りにも関与した。

#### フラム
1997-98シーズンのノッツ・カウンティでの成功から、1998年11月に移籍金60万ポンドでケヴィン・キーガン監督率いる3部のフラムFCに引きぬかれ、21日のチェスターフィールドFC戦で初出場、1999年3月20日のブラックプールFC戦において初得点を挙げた。フラムでは、3つのカテゴリーを戦い抜く中で公式戦200試合以上に出場してチームを支える姿からファンの人気を集めており、加入1季目の1998-99シーズンはウイングバック、右ウイング、ミッドフィルダーといった様々な位置で起用されながら、3部優勝及び2部昇格に貢献した。次の1999-2000シーズンは、ポール・ブレイスウェル（en）新監督の下でシーズン序盤戦において2ヶ月間無敗と好調さを見せていたにもかかわらず、最終的に9位となった。翌2000-01シーズンは、昨季終盤戦の2000年5月に就任したジャン・ティガナ監督の下で本職の右サイドバックに起用されてリーグ戦1試合を除く45試合に出場し、2部優勝及びプレミアリーグ昇格に貢献した。
プレミアリーグ昇格1季目は、UEFAインタートトカップ 2002出場権獲得に尽力したパフォーマンスによって、PFA年間ベストイレブンとクラブの年間最優秀選手賞に選出される程に成功に満ちたものだった。しかし、翌2002-03シーズンは、UEFAインタートトカップを制する一方でリーグ戦は低迷しており、2003年4月の時点で降格付近にいたためにティガナ監督からクリス・コールマン監督に交代する事態となっていた。その後、コールマン監督に率いられたチームは、それから勝ち点10を獲得し、最終的に降格圏から15もの勝ち点差を付けて14位でシーズンを終了した。

#### リヴァプール

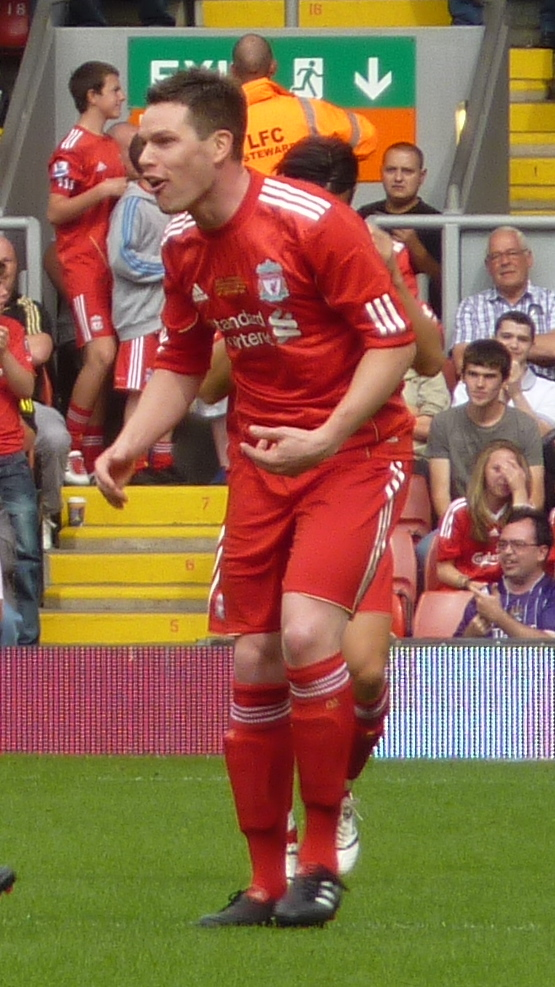
2010年、ジェイミー・キャラガーの功労記念試合におけるフィナン

フラムの低迷に関係なく、自身の評価は依然として高かったため、2003年夏には多くのトップクラブから誘われ、2003年6月9日に移籍金350万ポンドでリヴァプールFCと合意するに至った。8月17日のチェルシーFC戦において初出場を飾る。同2003-04シーズンは負傷に苦しんでいたものの、2004-05シーズンは、一転してラファエル・ベニテス新監督の下で右サイドバックの1番手に定着すると共に優れたパフォーマンスからファンの人気を集め、2004年9月11日のウェスト・ブロムウィッチ・アルビオンFC戦（3-0）でリヴァプールでの初にして唯一となる得点を挙げた。なお、これにより、ジミー・ウィリス（en）に並ぶイングランドサッカーの上位5カテゴリーで得点した選手となった。その後、フットボールリーグカップ決勝とUEFAチャンピオンズリーグ 2004-05 決勝の重要な局面で共に先発出場し、チャンピオンズリーグではタイトルを獲得する成功を収めているが、太腿の負傷によって半分の出場にとどまった。
2005-06シーズンは、プレミアリーグに移行してからのクラブ最多記録となる勝ち点82の獲得に貢献し、FAカップ決勝戦においては先発出場してタイトルを獲得した。翌2006-07シーズンも事実上控えが居ない右サイドバックを大車輪の働きで支え、シーズン後半戦からはアルバロ・アルベロアの加入に伴って厳しい定位置争いが繰り広げられたが、UEFAチャンピオンズリーグ 2006-07 決勝といった重要な局面を任されたようにポジションを明け渡すことはなく、その活躍は7月に契約を2年延長する形で報われた。
2007-08シーズンは、リーグ戦3位とUEFAチャンピオンズリーグ 2007-08準決勝進出で一定の好成績を残す中、リヴァプールでの通算出場数で200試合を突破し、クラブの歴代出場数において上位100位に名を連ねた。しかし、その一方で右サイドバックの定位置争いにおいてアルベロアの後塵を拝し、更にシーズン終了後にフィリップ・デゲンの到着によってアンフィールドから去る可能性が濃厚となっており、最終的に破談となったが、ギャレス・バリーとの交換でアストン・ヴィラFCへの移行が画策されていた。
リヴァプールを退団後の2010年9月に行われたジェイミー・キャラガーの功労記念試合でゲスト出演をした。

#### エスパニョール
リヴァプール残留が希望だったものの、出場機会が限定される状況が明白だったため、2008年9月1日にアルベルト・リエラと入れ替わる形で、そしてパブロ・サバレタの後釜としてスペイン1部のRCDエスパニョールと2年契約を締結する。エスパニョールでは、20日のヘタフェCF戦において交代で後半から初出場を飾り、次のセビージャFC戦で初先発したが、ハムストリングの負傷によって前半32分に途中交代を余儀なくされており、以来、負傷に悩まされた影響で出場機会は限定されていた。そのことも手伝い、プレミアリーグのアーセナルFCとトッテナム・ホットスパーFCから関心を寄せられることとなったが、マヌ（en）監督とパコ・エレーラスポーツディレクターから「フィナンは、後半戦において必要な選手」として却下された。だが、医療検査で失敗したことで破談となっているが、1月中旬にクラブはハル・シティAFCからのオファーを受け入れていた。2009年7月27日に双方合意により契約解除となった。

#### ポーツマス
2009年7月31日にプレミアリーグのポーツマスFCと1年契約を締結する。10月3日のモリニュー・スタジアムでのウルヴァーハンプトン・ワンダラーズFC戦において初出場を飾って以降、定期的に出場していたが、チームはフットボールリーグ・チャンピオンシップに降格しており、財政難を理由にシーズン終了後に契約が更新されることはなかった。ポーツマス退団を機に現役を退いたため、2010年のFAカップ決勝でのチェルシー戦が最後の試合となっている。

### 代表
アイルランド代表としては、U-21を経て、2000年4月12日にギリシャ戦へ向けたメンバーとしてA代表に初招集され、26日の同試合で初出場を飾る。2001年9月の本拠地でのオランダ戦（1-0）においてジェイソン・マカティア（en）の決勝点をクロスでアシストする活躍等を見せ、2002 FIFAワールドカップ・ヨーロッパ予選中に定位置を掴むと、2002 FIFAワールドカップでもポジションを明け渡すことなく、カメルーン、ドイツ、サウジアラビアとのグループリーグ全3試合に出場し、ベスト16進出に貢献した。そのベスト16でのスペイン戦にも出場しているが、チームは1-1で引き分け、PK戦（2-3）の末に敗退となっている。なお、フィナンはPK戦のキッカーも務めた。
その後、UEFA EURO 2004予選、2006 FIFAワールドカップ・ヨーロッパ予選、UEFA EURO 2008予選においてスティーヴン・カーと定位置を争いながら、ジョン・オシェイやイアン・ハートが不在時に左サイドバックも務め、一定の出場機会を得ていたが、それぞれ本大会進出を逃した。EURO 2008予選のキプロス戦（1-1）において代表通算2得点目を挙げた。
UEFA EURO 2008予選のウェールズ戦において通算50試合目に出場した後、2008年1月22日に「代表で素晴らしい時間を過ごしたが、次の大会の時には34歳だし、辞めるタイミングは今がいいと感じた」として代表引退を表明した。だが、新たに就任したジョバンニ・トラパットーニ監督の説得に突き動かさ、8月13日にノルウェー戦へ向けた招集に応じて復帰となった。

### 引退後
現役引退後は表舞台から離れ、弟のショーンとともに不動産会社でのビジネスを行っていた。しかしその関係は後に崩壊し、2019年に会社は破産。600万ポンドものお金を奪われたとして弟を訴えたものの、その裁判は敗訴している。

### 私生活
2005年1月27日に自動車を運転中に81歳の男性を撥ね、その5週間後に事故が原因で男性を死亡させた疑いで4月11日に逮捕され、一旦は釈放されるも、6月14日に再逮捕となった。危険運転の嫌疑をかけられたものの、証拠不十分として告訴はされなかった。

## 代表歴

### 出場大会
- アイルランド代表
  - 2002 FIFAワールドカップ

### 試合数
- 国際Aマッチ 53試合 2得点（2000年-2008年）[53]

| アイルランド代表 | 国際Aマッチ | 国際Aマッチ |
| 年               | 出場        | 得点        |
| ---------------- | ----------- | ----------- |
| 2000             | 5           | 1           |
| 2001             | 7           | 0           |
| 2002             | 9           | 0           |
| 2003             | 4           | 0           |
| 2004             | 9           | 0           |
| 2005             | 4           | 0           |
| 2006             | 5           | 0           |
| 2007             | 7           | 1           |
| 2008             | 3           | 0           |
| 通算             | 53          | 2           |

## 獲得タイトル
クラブ
ノッツ・カウンティFC
- フットボールリーグ3部 (4部) : 1997-98

フラムFC
- フットボールリーグ2部 (3部) : 1998-99
- フットボールリーグ1部 (2部) : 2000-01
- UEFAインタートトカップ : 2002（英語版）

リヴァプールFC
- FAカップ : 2005-06
- FAコミュニティ・シールド : 2006
- UEFAチャンピオンズリーグ : 2004-05
- UEFAスーパーカップ : 2005

個人
- プレミアリーグ年間ベストイレブン : 2001-02
- フットボールリーグ1部年間ベストイレブン : 2000-01
- フットボールリーグ2部年間ベストイレブン : 1998-99